# ぎふ長良川マラソン
ぎふ長良川マラソン（ぎふながらがわマラソン）は、岐阜県岐阜市で行われる岐阜新聞・岐阜放送などが主催する市民マラソン大会である。
第1回は1978年に開催され、毎年3月の第4日曜日に開催されている。
ただし、2011年（この年は3月20日に開催する予定だった）は、直前に東日本大震災が発生した影響から、開催中止となった。「参加料から義援金をおくります」「参加賞（Tシャツ）を、後日お送りいたします」と主催者から一方的に通告された。
岐阜メモリアルセンターの長良川陸上競技場を発着とし長良川沿いを走るコースで競われる。

## 主催
- 岐阜新聞
- 岐阜放送
- ぎふ長良川マラソン実行委員会

## 運営協力
岐阜陸上競技協会

## 後援
- 岐阜県
- 岐阜市
- 財団法人岐阜県体育協会

など

## 区分
20km
- 一般男子（18歳以上、高校生は除く）
- 一般女子（18歳以上、高校生は除く）

10km
- 男子（一般・高校生）
- 女子（一般・高校生）

5km
- 男子（一般・高校生）
- 男子（中学生）
- 女子（一般・高校生・中学生）

2.2km
- ジョギングの部（年齢・性別不問。ただし小学生以下は保護者同伴）

## 表彰・参加賞
- 1位～3位：賞状、盾、賞品。
- 4位～6位：賞状。
- ファミリー賞：5人以上で参加の家族に贈呈。

その他、完走者全員に完走証、参加者全員に参加賞としてオリジナルTシャツ（非売品、中国製、洗濯可能）。